# Іляшенко Віталій Володимирович
Віталій Володимирович Іляшенко (нар. 9 квітня 1985, м. Черкаси) — український політик. Народний депутат України 7-го скликання від партії УДАР з 17 червня 2014.

## Освіта
Академія праці та соціальних відносин Федерації профспілок України, 2008 р., юрист.

## Кар'єра
Серпень — жовтень 2004 р. — секретар передвиборчого штабу партії «Наша Україна» у Голосіївському районі м. Києва.
2005–2006 рр. — голова Профспілкового комітету студентів Первинної профспілкової організації студентів Академії праці та соціальних відносин Федерації профспілок України.
Травень — грудень 2006 р. — голова Київської міської організації Всеукраїнської молодіжної громадської організації «Християнсько-демократична молодь України».
З березня 2007 р. — голова ВМГО «Європейська молодь України».
З листопада 2010 р. — член партії УДАР, голова Черкаської обласної організації.

## Громадсько-політична діяльність
Вересень — грудень 2004 р. — координатор організаційного напрямку Вільна ініціатива «Студентська Хвиля».
Березень 2005 р. — листопад 2006 р. — голова організації Профспілка організація студентів АПСВ ФПУ.
Лютий — квітень 2006 р. — координатор Печерського району м. Києва агітаційної мережі «Молодь за Кличка» партії УДАР.
Вересень — грудень 2011 р. — штатний асистент депутата Європарламенту в Україні Павла Залевського.
Член Комітету Верховної Ради у закордонних справах.